# Upplands runinskrifter 1108
Upplands runinskrifter 1108 är en försvunnen vikingatida runsten i Skuttunge kyrka, Skuttunge socken och Uppsala kommun. Stenens höjd är omkring 2 meter och dess bredd omkring 1,5 meter. Stenen har varit försvunnen sedan 1700-talet. Den har legat i en dörröppning i kyrkan och det är möjligt att stenen förstörts i samband med att vapenhuset revs.

## Inskriften
Translitterering av runraden:
kitilmuntr • uk un ... -era • bro • at • kak • sun... i...
Normalisering till runsvenska:
Kætilmundr ok ... (letu) gæra bro at kak, sun sinn.
Översättning till nusvenska:
Kättilmund och ... (läto) göra bro efter kak, sin son.